# Stéphane Couturier
Pour les articles homonymes, voir Couturier.
Stéphane Couturier (né le 4 octobre 1957  à Neuilly-sur-Seine) est un photographe français. Photographe plasticien, spécialisé dans la photographie d'architecture, il vit et travaille à Paris.
Il est lauréat du Prix Niépce en 2003.

## Biographie
Stéphane Couturier est issu d'une famille de juristes parisiens. Il fréquente adolescent le  lycée Condorcet puis suit des cours à l'université Dauphine.
Révélée à partir de sa série consacrée à l'usine de Renault de Boulogne-Billancourt, l'œuvre de Stéphane Couturier est essentiellement constituée de grands formats pris à la chambre ou au moyen-format dans lesquels l'œil du spectateur se perd, captif de détails.
La force de ses images provient de ce jeu visuel exclusivement argentique jusqu'à sa récente série Melting Point réalisée à l'usine Toyota de Valenciennes. Il expérimente alors la fusion de 2 images préalablement scannées; le résultat est un foisonnement de détails riche en couleurs, qui aboutit comme par magie à une grande cohérence.
À l'origine spécialisé dans la photographie d'architecture, Stéphane Couturier s'est orienté progressivement vers la photographie plasticienne : ses photographies de chantier révèlent une ville organique, en transformation et en couleurs et se déclinent parfois en diptyques ou triptyques géants.
Dans Landscaping, il s'intéresse aux villes nouvelles de Californie mais toujours sous un ciel nuageux écrasant les différents plans.
Il a été exposé notamment à la Bibliothèque nationale de France à Paris (2004), au Seoul Museum of Art (2005), au Musée d'Architecture de Moscou (2006) ou à l'International Center of Photography à New York (2006), à l'Hôtel des Arts à Toulon (2014), à la Maison Européenne de la Photographie à Paris (2015), au Musée Nicéphore Niepce à Châlon sur Saône (2016), au Musée de la Photographie à Charleroi en Belgique (2017 ) et au Musée Fernand Léger à Biot (2018). Il a également vu ses œuvres publiées dans plusieurs ouvrages.
Il est représenté par la galerie Particulière  à Paris, Benrubi Gallery à New York, la galerie  Kornfeld à Berlin et  la galerie Christophe Guye à Zürich.
En 2019, il est sélectionné pour être le premier artiste de la bourse photographique Mécène&Loire de l'artothèque d'Angers. S'en suit l'exposition Entrelacements en 2020 qui présente la commande photographique réalisée au sein d'entreprises du territoire.
En 2025, il crée les deux tapisseries commandées par l'État pour le 800e anniversaire de la construction de la cathédrale de Beauvais.

## Engagement militant
En mai 2018, Stéphane Couturier  est signataire d’une pétition en collaboration avec des personnalités issues du monde de la culture pour boycotter la saison culturelle croisée "France-Israël", qui selon l'objet de la pétition sert de «vitrine» à l'État d'Israël au détriment du peuple palestinien .

## Expositions (sélection)
Stéphane Couturier a participé à nombreuses expositions, dont une partie est ici listée:
2021
- Stéphane Couturier, Christophe Guye Galerie, Zurich, Switzerland

2016
- Alger, Climat de France, Musée Nicéphore-Niépce, Chalon-sur-Saône, France
- Anaklasis, La Galerie Particulière, Paris, France
- Paris Photo, Galerie Particulière Booth, Grand Palais, Paris, France

2015
- Stéphane Couturier, Maison Européenne de la Photographie, Paris, France
- Stéphane Couturier, Kornfeld Gallery, Berlin, Germany

2014
- Melting Point, Institut Français" Fukuoka, Japan
- L’Œil Photographique,Franc Auvergne/CNAP, Franc 30th  anniversary, Clermont-Ferrand, France
- La France : essai de portrait photographique, 15th Photographic Art Exhibition, Lishui, China

2013
- Melting Point, Bildmuseet, Umeå Sweden
- Biennale photographique de SEDAN, Sedan, France

2012
- Photographie et Video, Christophe Guye Galerie, Zurich, Switzerland
- Photographie et Video, Fondation Salomon, Annecy, France
- Théâtre de la Photo & de l'image, Nice, France

2011
- 3. Prix Pictet, Christophe Guye Galerie, Zurich, Switzerland
- Melting Point, Landesgalerie Linz, Linz, Austria
- Polaris Gallery, Paris, France
- Public Commission – Festival d’Avignon, Avignon, France
- Landesgalerie, Linz, Austria
- Espace A. Malraux, Colmar, France

2010
- Ursula Blickle Stiftung, Kraichtal, Germany

2009
- Musée des Beaux-Arts, Belfort, France
- Les Douches – la galerie, Paris, France

2008
- Tinglado 2, Contemporary Art Center, Tarragona, Spain
- Brasilia – Vidéos, 104-Art Center, Paris, France

2007
- Polaris Gallery, Paris, France
- Centre Méditerranéen de la Photographie, Bastia (Corsica), France

2006
- Van Kranendonk Gallery, Den Haag, Netherlands
- Laurence Miller Gallery, New York, United States
- Photo Biennial of Moscow, Moscow, Russia
- Artothèque, Pessac, France

2005
- Polaris Gallery, Paris, France
- Universal Exhibition, French Pavillion, Aichi, Japan
- Image / Image, L’Imprimerie, Orthez, France

2004
- National Library, Paris, France
- Forum für Zeitgenössische Fotografie, Cologne, Germany
- Rena Bransten Gallery, San Francisco, United States
- Van Kranendonck Gallery, Den Haag, Netherlands

2003
- Laurence Miller Gallery, New York, United States
- Clairefontaine Gallery, Luxemburg

2002
- University of California - Art Gallery , San Diego, United States
- Musée Malraux, Le Havre, France
- Conrads Gallery, Düsseldorf, Germany
- Polaris Gallery, Paris, France

2001
- Sollertis Gallery, Toulouse, France
- Rencontres Internationales de la Photographie, Arles, France
- Céramic Museum, Maastricht, Netherlands
- Villa Noailles, Hyères, France

2000
- Polaris Gallery, Paris, France
- Laurence Miller Gallery, New York, United States
- Lowe Art Museum, Miami, United States

## Prix et récompenses
- 2003 : Prix Niépce
- Nommé au Prix Marcel Duchamp

## Œuvres
- Buk-Gu-Séoul. Musée municipal de La Roche-sur-Yon, La Roche-sur-Yon, 2001
- Chandigarh Replay - Haute Cour de justice no 1, 2007

## Principales expositions
- Villes génériques, Rencontres d'Arles (2001)